# Stockholm-Västerås
Letiště Stockholm-Västerås (švédsky Stockholm-Västerås flygplats; známé též pod historickým názvem Hässlö Flygplats), kód IATA: VST, kód ICAO: ESOW) je malé mezinárodní veřejné civilní letiště, které leží při východním až VJV okraji města Västerås a současně téměř na břehu třetího největšího švédského jezera Mälaren. Od hlavního města Stockholmu je letiště velmi vzdáleno: asi 110 kilometrů. Název letiště Stockholm-Västerås je proto používán hlavně z marketingových důvodů. Jde o daleko nejmenší letiště mající v názvu slovo Stockholm a současně jedno z nejmenších mezinárodních letišť ve Švédsku (počet cestujících v jednotlivých letech jen mírně přesahoval 100 tisíc). Provozovatelem letiště je společnost Västerås Flygplats AB, jejímž stoprocentním vlastníkem je samospráva municipality Västerås (viz též historie). Hlavním komerčním uživatelem letiště je nízkonákladová letecká společnost Ryanair.

## Historie a současnost
Letiště vzniklo v roce 1931 jako vojenská letecká základna. Až do roku 1983 zde měla své sídlo letka švédského vojenská letectva, která se oficiálně jmenovala Västmanlands flygflottil (letka Västmanland), ale která se běžně označovala názvem
F 1 Hässlö (nebo dokonce jen F 1). Posledním zde provozovaným typem stíhačky byl již plně nadzvukový Saab 35 Draken. Tehdejší označení vojenské letecké základny Hässlö Flygplats přetrvalo jako neoficiální označení dodnes. Letiště bylo zakoupeno městem Västerås a začalo sloužit pro civilní lety. První destinací byla Kodaň, provozovaná společnosti Scandinavian Airlines (SAS).
V roce 2001 odsud začala létat také společnost Ryanair, první linka vedla na letiště London Stansted. V roce 2006 společnost Ryanair toto letiště krátce opustila, ale vrátila se již v roce 2007. V tom samém roce společnost
Scandinavian Airlines (SAS) přestala místní letiště využívat. Celkový počet přepravených cestujících na tomto letišti dlouhodobě není vysoký, ale počet vzletů a přistání ano. V roce 2019 letiště využilo 109 133 cestujících, ale počet vzletů a přistání byl 14 250. Pro srovnání, ve stejném roce letiště Malmö přepravilo 1 975 479 cestujících při 18 676 vzletech a přistání. Počet cestujících na letišti Malmö byl tedy přibližně osmnáctkrát větší, ale počet letů byl v zásadě srovnatelný. To je dáno tím, že veliký podíl vzletů a přistání (až 95 %) činí lety malými soukromými letadly, aerotaxi, firemní lety, letecké školy a v neposlední řadě lety letecké záchranná služby.

### Požár v oblasti Västmanland
Letiště také sehrálo stěžejní roli při hašení velkého požáru v oblasti Västmanland v roce 2014. Tento požár vypukl 31. července 2014, trval až do 11. srpna a zasáhl oblast o rozloze 15 000 hektarů. Šlo o největší požár ve Švédsku za více než 40 let, podle některý pramenů dokonce o vůbec největší požár v novodobých dějinách Švédska. Nakonec pomáhaly i další země Evropské unie (především Francie a Itálie, které poskytly letadla pro hašení požárů) a letiště Stockholm-Västerås bylo hlavní základnou pro hasičská letadla a záchranné vrtulníky, protože ohnisko požáru se nacházelo asi 35 kilometrů severozápadně od Västerås. Byl vyhlášen stav nouze, ve špičce hasičům, záchranářům a švédské armádě pomáhalo až 100 pracovníků pozemního personálu. Přes 1000 osob muselo být evakuováno (část byla možná již jen pouze letecky), u dalších 4500 se evakuace zvažovala.

### Infrastruktura letiště
Letiště má dvě vzletové a přistávací dráhy, ale pro dopravní letadla je pochopitelně využívána jen delší dráha se zpevněným, asfaltovým povrchem. Z letiště jezdí přímé autobusy (švédsky Flygbussarna) na hlavní autobusové nádraží (švédsky Cityterminalen) ve Stockholmu, ve čtvrti Norrmalm. Cesta trvá asi hodinu a půl, odjezdy a příjezdy autobusů jsou koordinovány s lety. Vedle autobusového nádraží je také hlavní stockholmské nádraží (Stockholms centralstation), obě nádraží jsou propojena podchodem a vedou z nich četné spoje do celého Švédska. Västerås je páté až šesté největší město ve Švédsku (skoro 130 tisíc obyvatel v roce 2019) a tak lze využít také další autobusy nebo vlaky do různých oblastí Švédska, přičemž na asi 5 km vzdálené nádraží Västerås (švédsky Västerås centralstation), vedle kterého je i autobusový terminál, jezdí z letiště místní autobusová linka, případně lze využít taxi.
K dispozici je také půjčovna aut (společnosti Avis, Europcar, Hertz a Sixt). Pro parkování vlastních automobilů jsou k dispozici parkoviště pro krátkodobé, střednědobé i dlouhodobé parkování. Nájezd na mezinárodní silnici E18 je jen dva kilometry, po silnici je to do Stockholmu přibližně 110 kilometrů. V opačném směru nejbližší velké město při silnici E18 je Örebro, případně bližší Eskilstuna (po odbočení na E20).
Mezi další vybavení odletové haly patří menší restaurace Sky Bistro (v létě je otevřená i venkovní terasa), kavárna, bar a také obchod Euroshop. Na letišti Stockholm-Västerås sídlí také celá řada společností a sdružení, které nějak souvisejí s letectvím. Patří mezi ně základny vrtulníků, letecké školy, letecké kluby a letecká muzea. Jde zejména o tyto společnosti: Airways Flygutbildning, Flygande veteraner, Frivilliga Flygkåren, Försvarsutbildarna, HeliAir Sweden, Hässlö Flygförening, Nordén Aerotech, OSM Aviation Academy, SAS Flygklubb, Scandinavian Airtech, Scandinavian Helicopter Center, Stockholms Flygklubb a Västerås flygmuseum.

### Letecké společnosti a destinace
| Letecká společnost | Destinace/letiště                                      |
| ------------------ | ------------------------------------------------------ |
| Ryanair            | letiště London Stansted Sezónní lety: Alicante, Málaga |

### Uzavření letiště v roce 2022
13. května 2020, zastupitelstvo Västerås rozhodlo o uzavření letiště tak, že veškeré letecké společnosti by měly naplánovat ukončení svých aktivit na letišti nejpozději k 31. prosinci 2022. Důvodem pro toto rozhodnutí byla dlouhodobá ztrátovost letiště. Radnice musela jeho provoz každoročně dotovat z jiných zdrojů. Tato situace se ještě dramaticky zhoršila právě v roce 2020, v důsledku pandemie covidu-19.

## Statistiky letiště
V letech 2011 až 2019 se počet cestujících na letišti Stockholm-Västerås pohyboval v rozmezí přibližně 109 až necelých 165 tisíc (viz Tabulka 1), přičemž počet cestujících měl spíše sestupnou tendenci. V roce 2020 (v důsledku pandemie covidu-19), se počet cestujících dramaticky propadl oproti předchozímu roku 2019. Procentuálně obdobné nebo i větší poklesy zaznamenala naprostá většina letišť nejen ve Švédsku, ale i po celém světě. V roce 2021 lze na všech letištích opět očekávat výrazně nižší počty cestujících než v letech 2011–2019, navíc zde situaci nepochybně ovlivní přijaté rozhodnutí o uzavření letiště do konce roku 2022.
| Rok  | Cestujících | Bazický index (2011 = 100) | Meziroční změna [%] |
| ---- | ----------- | -------------------------- | ------------------- |
| 2011 | 150 190     | 100                        | ▼-0,4               |
| 2012 | 163 472     | 109                        | ▲+8,8               |
| 2013 | 163 773     | 109                        | ▲+0,2               |
| 2014 | 117 390     | 78                         | ▼-28,3              |
| 2015 | 113 723     | 76                         | ▼-3,1               |
| 2016 | 144 666     | 96                         | ▲+27,2              |
| 2017 | 120 471     | 80                         | ▼-16,7              |
| 2018 | 112 392     | 75                         | ▼-6,7               |
| 2019 | 109 133     | 73                         | ▼-2,9               |
| 2020 | 36 968      | 25                         | ▼-66,1              |

## Fotogalerie

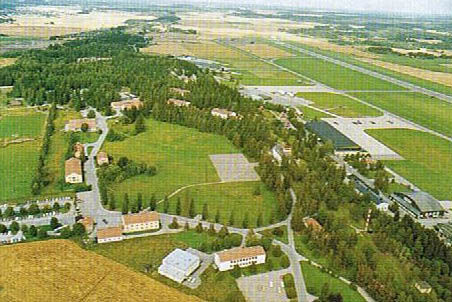
Ještě jako vojenská základna (1979)
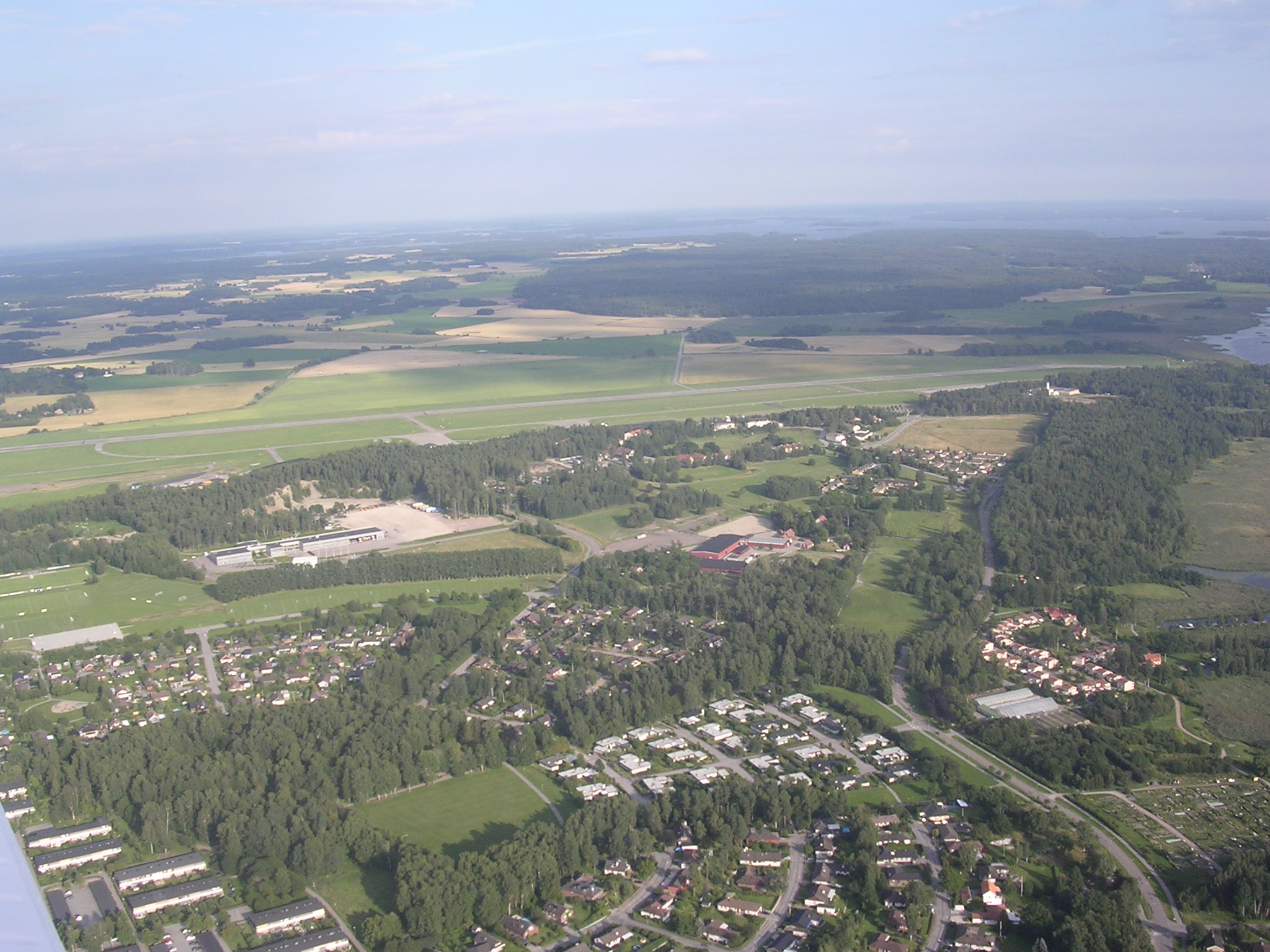
Letecký pohled (2009)
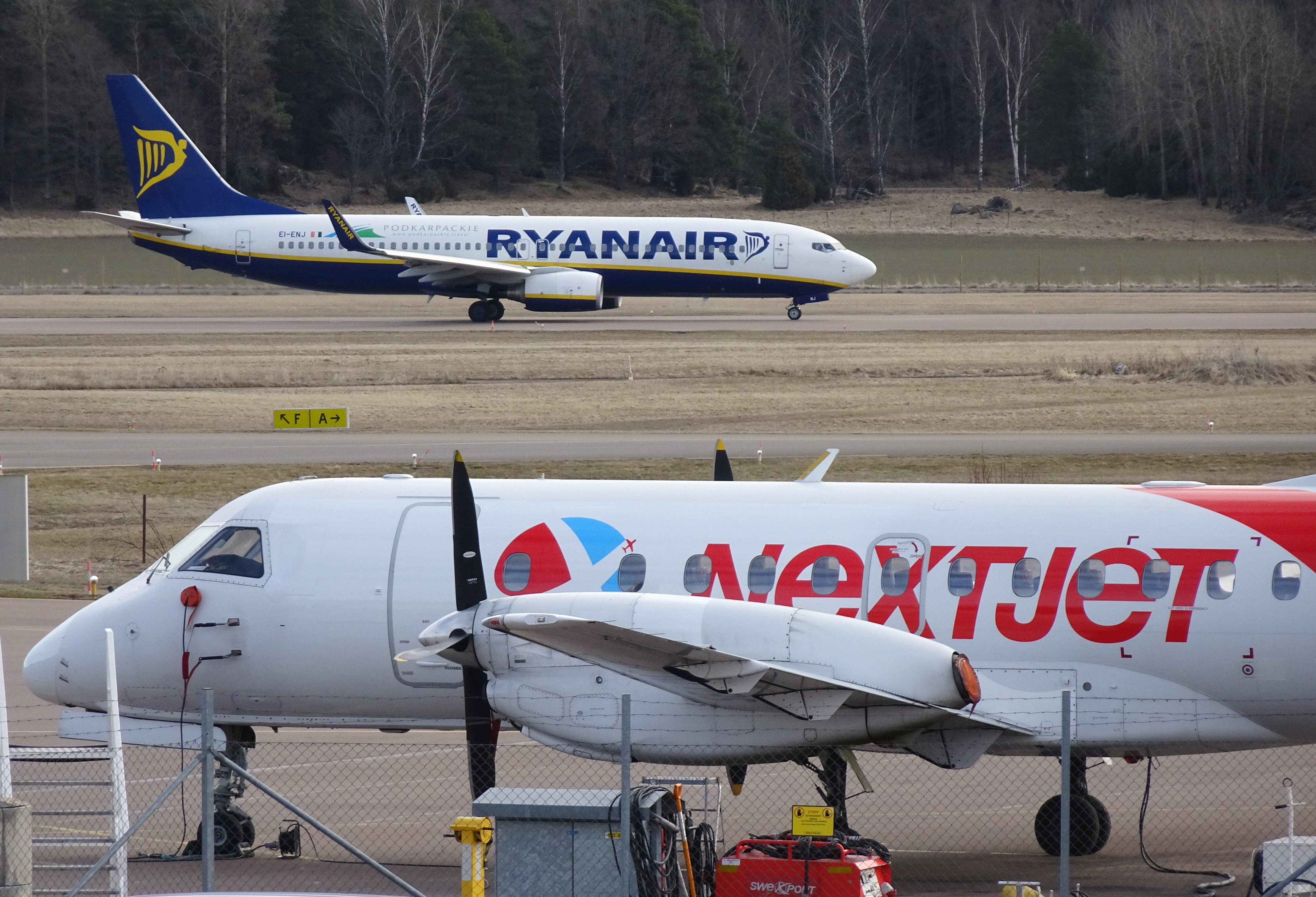
Letadla na ploše (2017)
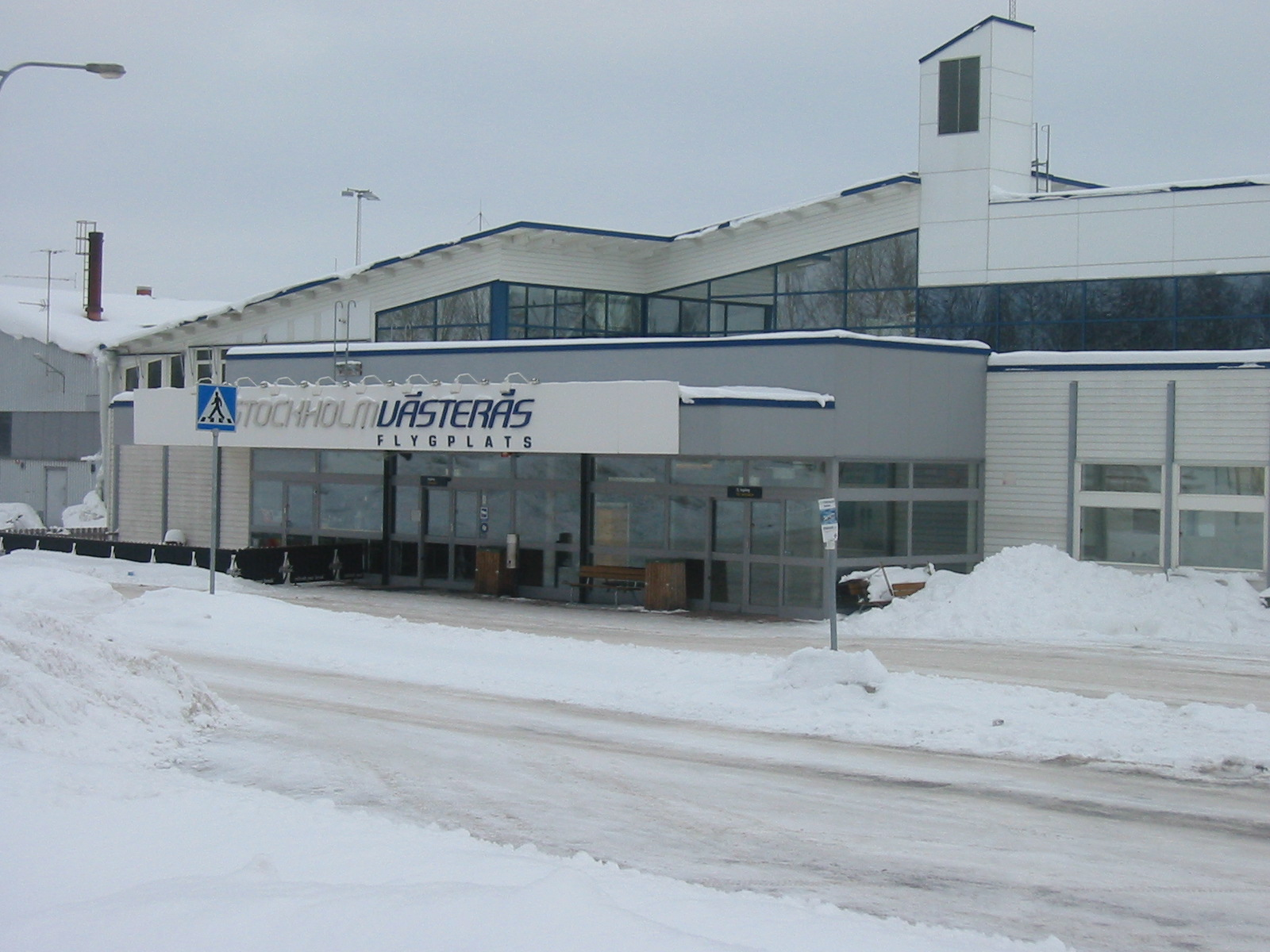
Terminál v zimě